# Pantala hymenaea
Pantala hymenaea är en trollsländeart som först beskrevs av Thomas Say 1839.  Pantala hymenaea ingår i släktet Pantala och familjen segeltrollsländor. Inga underarter finns listade i Catalogue of Life.

## Bildgalleri

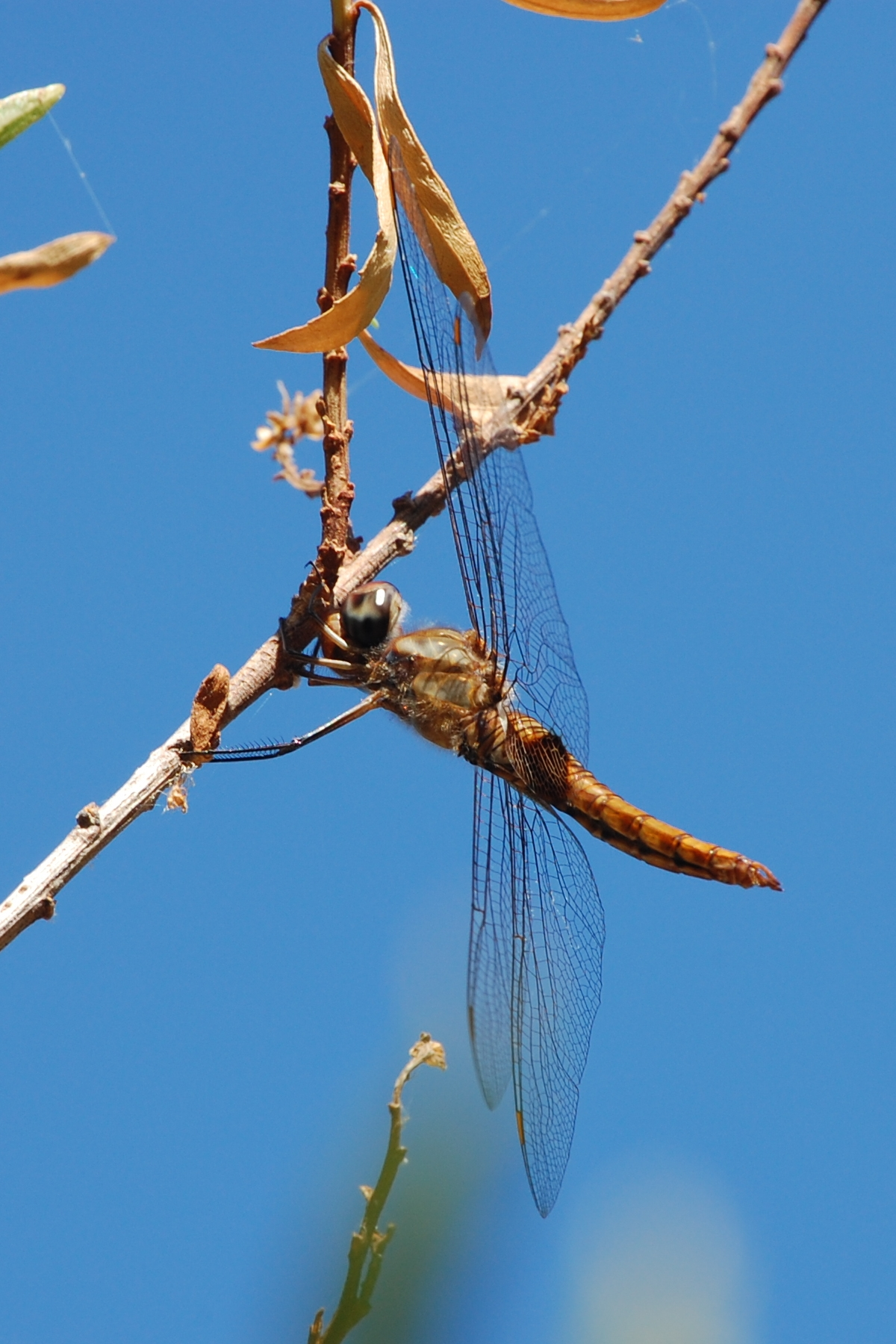
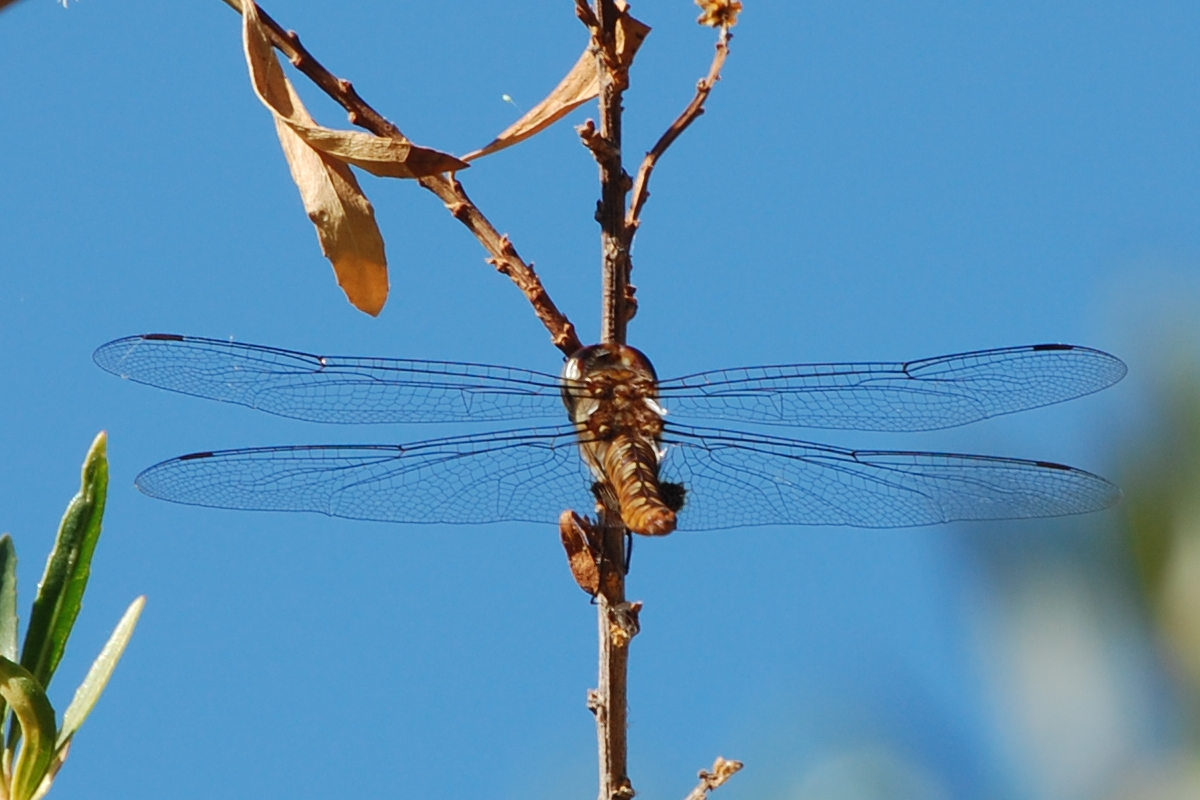